# Emily Tuttosi
Pas d'image ? Cliquez ici

a Compétitions nationales et continentales officielles uniquement.

b Matchs officiels uniquement.
Emily Tuttosi, née le 21 septembre 1995 à Souris (Canada), est une joueuse internationale canadienne de rugby à XV évoluant au poste de talonneur. Elle joue en Angleterre, aux Exeter Chiefs.

## Biographie
Emily Tuttosi naît le 21 septembre 1995. Elle joue avec les Calgary Hornets et les Dinos de l'Université de Calgary où elle étudie la kinésithérapie.
En 2018, elle connaît sa première sélection avec le Canada face à l'Angleterre. La même année, elle termine ses études et part jouer en Angleterre, sous les couleurs du Loughborough Lightning en même temps que sa compatriote et coéquipière DaLeaka Menin.
En 2020, elle est recrutée par les Exeter Chiefs. À la fin de sa première saison, elle est élue joueuse de l'année au sein du club.
Elle compte dix sélections en équipe du Canada quand elle est retenue en septembre 2022 pour disputer la Coupe du monde en Nouvelle-Zélande. Elle y marque cinq essais.
À l'automne 2023, elle participe dans ce même pays au WXV où elle marque un essai lors de la victoire contre la France.
Au printemps 2024, elle est sélectionnée pour les Pacific Four Series remporté par le Canada.

## Palmarès

### En club
- Finaliste du Championnat d'Angleterre en 2022 et 2023.

### En équipe nationale
- Vainqueur des Pacific Four Series en 2024.